# Кулосаари (кладбище)
Кладбище Кулосаари (фин. Kulosaaren hautausmaa) — небольшое кладбище в столице Финляндии городе Хельсинки. Открыто в 1925 году. Кладбище Кулосаари занимает площадь около двух гектаров.
Расположено на острове Лепосаари в районе Кулосаари.
В 1927 году была сооружена часовня по проекту архитектора Армаса Линдгрена. Ныне здесь похоронены около 1730 человек. На кладбище есть участок воинов, погибших во время Зимней войны и Второй мировой войны.

## Известные захоронения

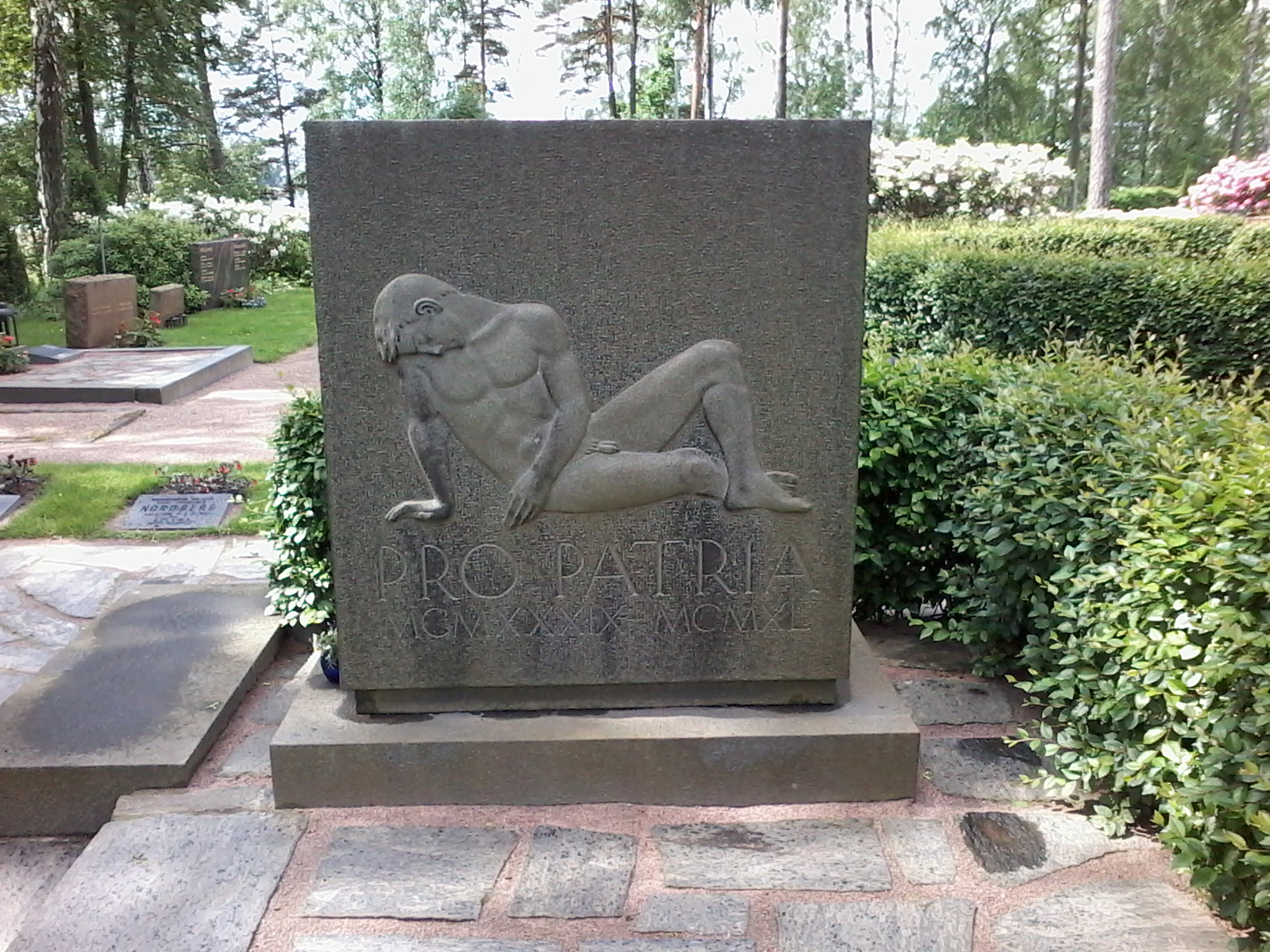
Pro Patria Memorial (1939—1945)

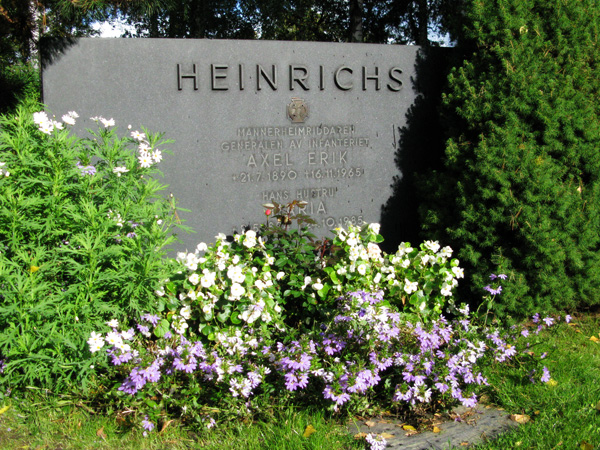
Могила Э. Хейнрикса

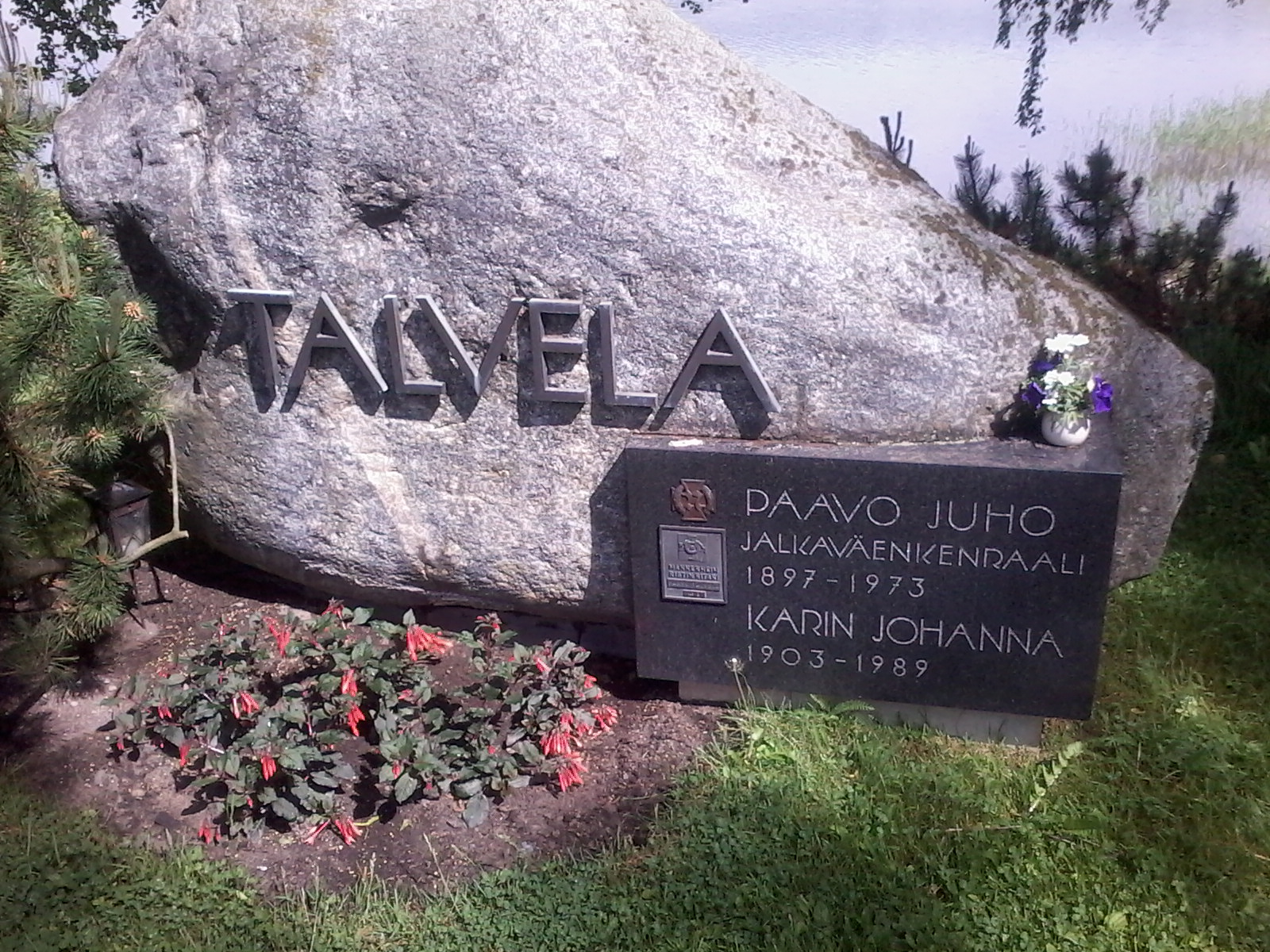
Могила П. Талвела

- Андерсен, Харальд — хоровой дирижёр, композитор и реформатор хорового пения
- Артти, Понтус — дипломат, журналист и писатель
- Вилькуна, Куста Гидеон — этнограф и общественный деятель
- Гюлленберг, Хельге — микробиолог, специалист в области применения в биологии математических методов
- Колехмайнен, Ханнес — спортсмен, один из сильнейших стайеров в истории спорта, многократный чемпион Олимпийских игр в беге на длинные дистанции
- Линдгрен, Армас — архитектор
- Салин, Айрис — балерина
- Сомерсало, Арне  — военный деятель, командующий ВВС Финляндии
- Талвела, Пааво — военный деятель, генерал пехоты
- Тикканен, Тойво — спортсмен, стрелок, призёр Олимпийских игр
- Тикканен, Йохан Якоб — историк искусства
- Ханна Рённберг — художница и писательница
- Хейнрикс, Эрик — военный деятель, командующий армией Карельского перешейка